# Shabani Nonda
Shabani Christophe Nonda (Bujumbura, 6 marzo 1977) è un ex calciatore burundese naturalizzato della Repubblica Democratica del Congo.
Possiede il passaporto francese.

## Carriera

### Club

#### Gli esordi
Nel 1993 la sua povera famiglia si trasferì in Svizzera. Nonda venne notato da alcuni dirigenti dello Zurigo, che lo acquistarono nel 1995. Durante la sua prima annata l'africano, classico centravanti di sfondamento forte fisicamente, giocò 10 partite segnando quattro reti. Nella stagione 1997-1998 si laureò capocannoniere del campionato con 24 goal (in 34 partite).

#### L'esperienza francese
Nell'estate del 1998 passò al Rennes, club francese di media caratura. In due stagioni con questa società egli tenne quasi la media del gol ogni due partite (complessivamente, 62 partite e 30 reti), attirando l'attenzione di numerosi top club europei tra i quali Juventus e Fiorentina. Decide però di rimanere in Francia, accettando l'offerta del Monaco che nel luglio del 2000. Al suo primo anno con la squadra del principato egli collezionò 29 presenze impreziosite da 12 reti e conquistò la Coppa di Francia.
Nella stagione 2001-2002 Nonda giocò 30 match segnando 14 reti. Meglio ancora andò l'annata seguente, in cui il potente centravanti vinse la coppa di Francia e il titolo di capocannoniere del torneo con 26 goal in 35 partite. L'annata della consacrazione dopo un brillante inizio di stagione, subì un brusco stop causato da un violento scontro di gioco contro il PSG che gli causò la frattura scomposta di tibia e perone. Da questo momento in poi è però iniziata per lui una parabola discendente costellata da numerose noie muscolari che lo hanno portato spesso alla convocazione in panchina: la concorrenza di Fernando Morientes, Dado Pršo e Marco Simone prima e Ernesto Chevantón, Mohamed Kallon e Javier Saviola poi lo costrinsero a giocare solo 11 partite durante la stagione 2003-2004 (con 5 gol) e 10 nell'annata 2004-2005 (zero reti).
Di Shabani Nonda i tifosi del Monaco ricordano ancora una rete importante che permise alla squadra di battere il Chelsea in semifinale e di arrivare in finale della Coppa dei Campioni nel 2004: in 10 contro 11 e con la sua squadra in forte difficoltà ed in vantaggio 2-1, egli realizzò di punta ed in scivolata la rete della tranquillità (al ritorno finì infatti 2-2). I suoi sogni furono però infranti dai portoghesi del Porto, che sconfissero 3-0 il Monaco in finale e si aggiudicarono la coppa.

#### Le annate alla Roma e al Blackburn
Stanco di fare la riserva, nell'estate del 2005 accetta l'offerta della Roma nel tentativo di dare un nuovo slancio alla sua carriera. Una sentenza della UEFA in relazione al caso di Philippe Mexès ha temporaneamente bloccato il suo arrivo nella capitale, comunque avvenuto il 1º agosto in seguito ad una sentenza del tribunale internazionale favorevole ai capitolini.
Dopo una stagione non brillante, in cui è poco impiegato in squadra, nell'estate 2006 viene ceduto in prestito al Blackburn Rovers, dove è protagonista di una stagione discreta, caratterizzata da 7 reti.

#### Galatasaray
Nella stagione 2007-2008 viene ceduto al Galatasaray per 1,3 milioni di euro. Il 28 gennaio 2010 rescinde consensualmente il suo contratto con la squadra e si ritira dal calcio giocato, nonostante in 2 anni e mezzo abbia fornito discrete prestazioni (condite da 38 gol tra campionato e coppe) e fosse ancora legato al club turco da un accordo in scadenza nel 2011.

### Nazionale
Pur essendo nato in Burundi, Nonda ottenne la cittadinanza dalla Repubblica Democratica del Congo ed è con essa che giocò le partite della Nazionale.

## Statistiche

### Cronologia presenze e reti in nazionale
| Cronologia completa delle presenze e delle reti in nazionale ― RD del Congo | Cronologia completa delle presenze e delle reti in nazionale ― RD del Congo | Cronologia completa delle presenze e delle reti in nazionale ― RD del Congo | Cronologia completa delle presenze e delle reti in nazionale ― RD del Congo | Cronologia completa delle presenze e delle reti in nazionale ― RD del Congo | Cronologia completa delle presenze e delle reti in nazionale ― RD del Congo | Cronologia completa delle presenze e delle reti in nazionale ― RD del Congo | Cronologia completa delle presenze e delle reti in nazionale ― RD del Congo |
| Data                                                                        | Città                                                                       | In casa                                                                     | Risultato                                                                   | Ospiti                                                                      | Competizione                                                                | Reti                                                                        | Note                                                                        |
| --------------------------------------------------------------------------- | --------------------------------------------------------------------------- | --------------------------------------------------------------------------- | --------------------------------------------------------------------------- | --------------------------------------------------------------------------- | --------------------------------------------------------------------------- | --------------------------------------------------------------------------- | --------------------------------------------------------------------------- |
| 23-4-2000                                                                   | Kinshasa                                                                    | RD del Congo                                                                | 9 – 1                                                                       | Gibuti                                                                      | Qual. Mondiali 2002                                                         | 2                                                                           | 46’                                                                         |
| 25-2-2001                                                                   | Tunisi                                                                      | Tunisia                                                                     | 6 – 0                                                                       | RD del Congo                                                                | Qual. Mondiali 2002                                                         | -                                                                           |                                                                             |
| 10-3-2001                                                                   | Kinshasa                                                                    | RD del Congo                                                                | 1 – 2                                                                       | Costa d'Avorio                                                              | Qual. Mondiali 2002                                                         | -                                                                           |                                                                             |
| 20-1-2002                                                                   | Sikasso                                                                     | Camerun                                                                     | 1 – 0                                                                       | RD del Congo                                                                | Coppa d'Africa 2002 - 1º turno                                              | -                                                                           | 85’                                                                         |
| 29-1-2002                                                                   | Kayes                                                                       | RD del Congo                                                                | 3 – 1                                                                       | Costa d'Avorio                                                              | Coppa d'Africa 2002 - 1º turno                                              | 1                                                                           |                                                                             |
| 8-9-2002                                                                    | Misurata                                                                    | Libia                                                                       | 3 – 2                                                                       | RD del Congo                                                                | Qual. Coppa d'Africa 2004                                                   | 1                                                                           |                                                                             |
| 13-10-2002                                                                  | Kinshasa                                                                    | RD del Congo                                                                | 2 – 0                                                                       | Botswana                                                                    | Qual. Coppa d'Africa 2004                                                   | -                                                                           |                                                                             |
| 8-2-2005                                                                    | Rouen                                                                       | Costa d'Avorio                                                              | 2 – 2                                                                       | RD del Congo                                                                | Amichevole                                                                  | 1                                                                           |                                                                             |
| 27-3-2005                                                                   | Kinshasa                                                                    | RD del Congo                                                                | 1 – 1                                                                       | Ghana                                                                       | Qual. Mondiali 2006                                                         | 1                                                                           |                                                                             |
| 27-3-2005                                                                   | Kinshasa                                                                    | RD del Congo                                                                | 4 – 0                                                                       | Uganda                                                                      | Qual. Mondiali 2006                                                         | 2                                                                           | 62’ 87’                                                                     |
| 18-6-2005                                                                   | Ouagadougou                                                                 | Burkina Faso                                                                | 2 – 0                                                                       | RD del Congo                                                                | Qual. Mondiali 2006                                                         | -                                                                           |                                                                             |
| 4-9-2005                                                                    | Kinshasa                                                                    | RD del Congo                                                                | 2 – 1                                                                       | Capo Verde                                                                  | Qual. Mondiali 2006                                                         | -                                                                           |                                                                             |
| 8-10-2005                                                                   | Durban                                                                      | Sudafrica                                                                   | 2 – 2                                                                       | RD del Congo                                                                | Qual. Mondiali 2006                                                         | 1                                                                           |                                                                             |
| 11-11-2005                                                                  | Parigi                                                                      | Tunisia                                                                     | 2 – 2                                                                       | RD del Congo                                                                | Amichevole                                                                  | -                                                                           | 46’                                                                         |
| 8-9-2007                                                                    | Kinshasa                                                                    | RD del Congo                                                                | 1 – 1                                                                       | Libia                                                                       | Qual. Coppa d'Africa 2004                                                   | 1                                                                           |                                                                             |
| 26-3-2008                                                                   | Gonfreville-l'Orcher                                                        | Algeria                                                                     | 1 – 1                                                                       | RD del Congo                                                                | Amichevole                                                                  | -                                                                           |                                                                             |
| 1-6-2008                                                                    | Il Cairo                                                                    | Egitto                                                                      | 2 – 1                                                                       | RD del Congo                                                                | Qual. Mondiali 2010                                                         | -                                                                           |                                                                             |
| 8-6-2008                                                                    | Kinshasa                                                                    | RD del Congo                                                                | 1 – 0                                                                       | Malawi                                                                      | Qual. Mondiali 2010                                                         | -                                                                           | 67’                                                                         |
| 13-6-2008                                                                   | Gibuti                                                                      | Gibuti                                                                      | 0 – 6                                                                       | RD del Congo                                                                | Qual. Mondiali 2010                                                         | 1                                                                           | 55’                                                                         |
| 22-6-2008                                                                   | Kinshasa                                                                    | RD del Congo                                                                | 5 – 1                                                                       | Gibuti                                                                      | Qual. Mondiali 2010                                                         | 3                                                                           | 79’                                                                         |
| 7-9-2008                                                                    | Kinshasa                                                                    | RD del Congo                                                                | 0 – 1                                                                       | Egitto                                                                      | Qual. Mondiali 2010                                                         | -                                                                           | 78’                                                                         |
| Totale                                                                      |                                                                             | Presenze                                                                    | 21                                                                          |                                                                             | Reti                                                                        | 14                                                                          |                                                                             |

## Palmarès

### Club
- Coppa di Lega francese: 1

Monaco: 2002-2003
- Supercoppa italiana: 1

Roma: 2007
- Campionato turco: 1

Galatasaray: 2007-2008
- Supercoppa di Turchia: 1

Galatasaray: 2008

### Individuale
- Calciatore straniero dell'anno del campionato svizzero: 1

1998
- Capocannoniere del Lega Nazionale A: 1

1997-1998 (24 gol)
- Capocannoniere della Ligue 1: 1

2002-2003 (26 gol)